# رام حمدان
رام حمدان قرية سورية تتبع ناحية معرة مصرين في منطقة مركز إدلب في محافظة إدلب. بلغ عدد سكانها 1,774 نسمة في عام 2004 حسب إحصاء المكتب المركزي للإحصاء.
اشتهر اسمها أثناء الثورة السورية بتاريخ 9 سبتمبر 2014 عندما وقع فيها انفجار في مكان يدعى المقر صفر وأودى هذا الانفجار بحياة العشرات من قادة حركة أحرار الشام الإسلامية إحدى الفصائل المسلحة المعارضة التي تقاتل في سورية.